# Dmitrij Gerasimenko
Dmitrij Petrovič Gerasimenko, traslitterazione anglosassone: Dmitry Petrovich Gerasimenko (in russo Дмитрий Петрович Герасименко?; 29 settembre 1978), è un imprenditore, dirigente sportivo ed ex cestista russo, proprietario dell'acciaieria Volgogradskij Metallurgičeskij Kombinat "Krasnyj Oktjabr'" fino al fallimento nell'ottobre 2018 e della società sportiva Pallacanestro Cantù fino al novembre 2018 quando ha messo in vendita la società sportiva "a costo zero"..

## Biografia
Di origini ucraine, Gerasimenko è divenuto multi-milionario grazie all'industria dell'acciaio (ha posseduto infatti in quella che in passato era la città di Stalingrado la Volgogradskij Metallurgičeskij Kombinat "Krasnyj Oktjabr'", la seconda acciaieria più grande della Russia) e del gas.
Nel 2012 ha fondato il club omonimo della fabbrica, che l'anno successivo ha ottenuto una wild card per la VTB United League. Già cestista amatoriale (si era dichiarato eleggibile al Draft NBA 2000 senza aver giocato alcuna partita da professionista e tra il 2009 e il 2012 ha giocato in Higher League, la seconda serie ucraina, con Dynamo Dnipropetrovs'k e Avyastar Zaporižžja), in diverse occasioni è sceso in campo con la sua squadra, esordendo sia in VTB League che in Eurocup, la seconda competizione europea.
Nel novembre 2015 ha inoltre acquisito in Italia dalla famiglia Cremascoli il 65% delle quote della Pallacanestro Cantù affidando la presidenza alla moglie Irina e acquisendo anche il vecchio palazzetto "Pianella" con l'idea di costruirne uno nuovo da 5.500 posti. Dando anche vita ad un veloce turn over di allenatori, manager e giocatori.
Nel dicembre 2016, dopo essere già stato arrestato all'aeroporto di Mosca con l'accusa di avere indebitamente sottratto 5 milioni di euro ai suoi due soci nel business del gas, Gerasimenko è fermato a Cipro in seguito ad un mandato di cattura emesso dalle Camere penali di Mosca e poi rilasciato per la scelta russa di ritirare la richiesta di estradizione. Da allora non ha più abbandonato Lugano, la città svizzera in cui si era già trasferito da tempo, lasciando alla moglie Irina il ruolo di rappresentarlo a Cantù.
Nell'ottobre 2018 la fabbrica d'acciaio di Volgograd è stata dichiarata fallita con la nomina di un commissario e il blocco dei conti di Gerasimenko. Secondo l'agenzia Novosti Volgograda la situazione era diventata molto delicata e che si trattava del quinto fallimento della società. Secondo il governatore di Volgograd, Andrei Bocharov, l'imprenditore stava cercando di trasferire i beni dello stabilimento all'estero  con l'aiuto della consociata svizzera Red October International SA e stava programmando robusti licenziamenti. A sua volta Gerasimenko ha indirizzato un comunicato ai "cari amici di Pallacanestro Cantù" in cui parla di "esproprio" della fabbrica russa da parte di "alcuni esponenti governativi della regione di Volgograd e della sua Agenzia delle entrate attraverso la formula del fallimento" e annuncia di non poter più mantenere la società di basket e di mettere sul mercato la sua partecipazione a costo zero.

## Statistiche
Statistiche aggiornate al 9 gennaio 2016.
| Stagione        | Squadra          | Competizione    | Partite | Partite | Partite | Statistiche tiro | Statistiche tiro | Statistiche tiro | Altre statistiche | Altre statistiche | Altre statistiche | Altre statistiche | Altre statistiche |
| Stagione        | Squadra          | Competizione    | Pres.   | Titol.  | Minuti  | Tiri da 2        | Tiri da 3        | Liberi           | Rimb.             | Assist            | Rubate            | Stopp.            | Punti             |
| --------------- | ---------------- | --------------- | ------- | ------- | ------- | ---------------- | ---------------- | ---------------- | ----------------- | ----------------- | ----------------- | ----------------- | ----------------- |
| 2011-2012       | Avyastar         | Higher League   | 10      | ?       | ?       | 5/15             | 4/4              | 5/10             | 15                | 2                 | 0                 | 0                 | 27                |
| 2012-2013       | Krasnyj Oktjabr' | Superliga A     | 24      | ?       | ?       | 11/27            | 8/18             | 13/23            | 40                | 3                 | 5                 | 1                 | 59                |
| 2013-2014       | Krasnyj Oktjabr' | VTB             | 6       | ?       | 32      | 0/2              | 0/1              | -                | 3                 | 0                 | 0                 | 0                 | 0                 |
| 2014-2015       | Krasnyj Oktjabr' | VTB             | 4       | ?       | 30      | 0/1              | 0/1              | 1/2              | 6                 | 2                 | 1                 | 2                 | 1                 |
| 2015-2016       | Krasnyj Oktjabr' | VTB             | 1       | ?       | 6       | 1/2              | 0/1              | 2/2              | 3                 | 0                 | 0                 | 0                 | 4                 |
| Totale carriera | Totale carriera  | Totale carriera | 45      | ?       | 68      | 17/47            | 12/25            | 21/37            | 67                | 7                 | 6                 | 3                 | 91                |